# أليكساندر كلوت
أليكساندر كلوت هو لاعب كرة قدم سويسري في مركز الوسط، ولد في 9 سبتمبر 1972. لعب مع نادي سيون.